# Obidwerghoningeter
De obidwerghoningeter (Myzomela rubrotincta) is een zangvogel uit de familie Meliphagidae (honingeters). De soort werd in 1878 door Tommaso Salvadori als aparte soort beschreven aan de hand van een museumexemplaar afkomstig uit Leiden, verzameld door Heinrich Agathon Bernstein. Later werd de vogel ook wel als ondersoort beschouwd van de bruine dwerghoningeter.

## Verspreiding en leefgebied
Deze soort is endemisch op het eiland Obi (Molukken). Het is een bewoner van tropisch regenwoud.